# Körrig
Körrig ist der nördlichste Ortsteil der rheinland-pfälzischen Ortsgemeinde Merzkirchen im Landkreis Trier-Saarburg.

## Geographie
Das als Straßenangerdorf angelegte Körrig liegt in einer nach Norden abfallenden Talsenke etwa drei Kilometer nördlich von Merzkirchen. Die Ortschaft befindet sich am Osthang des Saargaues an der Grenze zum Saarland. Die im Norden und Nordwesten von Körrig verlaufende Trasse der alten Römerstraße von Trier über Tawern nach Remich oder Perl und weiter nach Metz bildet die Grenze zwischen der Gemeinde Merzkirchen zur Gemeinde Wincheringen.
Die höchsten Erhebungen im nahen Umkreis sind
- die Unterste Bisch (326 m ü. NHN) im Norden
- der Hosteberg mit der gleichnamigen Feriensiedlung bei Kahren (430 m ü. NHN) im Nordosten
- der Kirchberg (390 m ü. NHN) im Süden
- das Birkenknöpfchen (400 m ü. NHN) mit der Alten Schanze im Westen.

Das Dorf verfügt außer dem Mannebach über keine nennenswerten offenen Fließgewässer. Dieser entspringt im Westen des Ortes und macht einen Bogen nach Norden in Richtung des gleichnamigen Ortes. Kurz vor Mannebach vereinigt er sich mit dem von links einmündenden Fischer-Bach, heißt von hier ab Albach und mündet bei Wasserliesch in die Mosel.
Durch das Dorf führt die Kreisstraße 112, von Rommelfangen kommend und nach Nordosten nach Mannebach führend. In Dorfmitte mündet die K 123 ein, die den Ort mit der L 132 Merzkirchen – Kahren verbindet.
Die umgebende Landschaft wird landwirtschaftlich genutzt und ist geprägt von Weideland, Ackerflächen und Streuobstwiesen, Wald bedeckt nur einen kleinen Teil der Gemarkungsfläche.
Neben Portz ist Körrig der einzige Ortsteil von Merzkirchen, der im Naturpark Saar-Hunsrück liegt.
Die nächstliegenden Orte sind
- Fisch im Norden
- Kahren im Osten
- Merzkirchen im Süden
- Rommelfangen im Südwesten und
- Bilzingen im Westen.

## Geschichte
Einige wenige römische Bautrümmerreste lassen auf eine Besiedlung zur Römerzeit schließen. Dies liegt auch dadurch nahe, dass in zwei Kilometer Entfernung die Römerstraße Trier – Metz vorbeiführte. Am Südhang des Drillberges wurden 20 fränkische Gräber gefunden.
Die erste urkundliche Erwähnung des Ortes als Corriche erfolgte im Jahre 816. Um 1200 hatte das Simeonstift in Trier Güter in Körrig, die grundherrschaftlich zum Hof Wincheringen gehörten. Die wechselnden Machtinteressen an diesem Gebiet führten über Jahrhunderte dazu, dass Körrig im Blickpunkt der Mächte Kurtrier, Grafschaft Luxemburg und Wincheringer Vögte stand. 1491 erhob der Herzog von Luxemburg Anspruch auf den Wincheringer Bann. Die dort verlaufende alte Römerstraße wurde damals zur Grenze zwischen dem Kurfürstentum Trier und Luxemburg, das seinerzeit von den Freiherren von Warsberg vertreten wurde, bis sie es Anfang des 19. Jahrhunderts verkauften. Im Dreißigjährigen Krieg war der Ort wie die Nachbarorte nahezu entvölkert. Die Grenze zwischen dem Herzogtum Luxemburg und dem Kurfürstentum Trier bildete die durch den Ort verlaufende Straße, die von Rehlinger Hof durch den Ort nach Merzkirchen verlief. Hierdurch wurde nicht nur der Bann Körrig, sondern auch der Ort selbst zwischen diesen beiden Herrschaften mit allen Konsequenzen geteilt.
Die Herrn von Warsberg waren in Diensten der Luxemburger und der Kurtrierer Herrn und stellten über lange Zeit die Vögte der Herrschaft Wincheringen. Anfang des 19. Jahrhunderts verkauften sie ihre großen Ländereien und ihren Hof, der heute noch teilweise als Rehlinger Hof besteht. Die Grenze zwischen Kurtrier und Luxemburg bildete die Straße, welche auf der Höhe des Rehlinger Hofes nach Körrig führt, heute K 112. In Körrig verlief die Straße, und damit die Grenze um fast 180 Grad nach links an der Kapelle vorbei, dann ein kurzes Stück über die heutige K 123 um dann wieder in einem Bogen nach rechts nach Merzkirchen zu verlaufen. Dieser Weg aus dem Ort nach Merzkirchen wird heute noch der Alte Kirchenweg genannt.
Am 18. Juli 1946 wurde die damalige Gemeinde Körrig gemeinsam mit weiteren 80 Gemeinden der Landkreise Trier und Saarburg dem im Februar 1946 von der übrigen französischen Besatzungszone abgetrennten Saargebiet angegliedert, das zu der Zeit nicht mehr dem Alliierten Kontrollrat unterstand. Am 6. Juni 1947 wurde diese territoriale Ausgliederung bis auf 21 Gemeinden wieder zurückgenommen, damit kam Körrig an das 1946 neugebildete Land Rheinland-Pfalz.
Am 16. März 1974 wurde die bis dahin eigenständige Gemeinde Körrig zusammen mit fünf weiteren Gemeinden zur Ortsgemeinde Merzkirchen in Form einer Neubildung zusammengefasst.
Vor der Neubildung der Gemeinde hatte der Ort 214 Einwohner.

## Politik

### Ortsbezirk
Körrig ist gemäß Hauptsatzung einer von sieben Ortsbezirken der Ortsgemeinde Merzkirchen. Der Bezirk umfasst das Gebiet der ehemaligen Gemeinde. Auf die Bildung eines Ortsbeirats wurde verzichtet. Die Interessen des Ortsbezirks werden von einem Ortsvorsteher vertreten.
Michael Hoffmann wurde am 3. Juli 2019 Ortsvorsteher von Körrig. Da bei der Direktwahl am 26. Mai 2019 kein Wahlvorschlag eingereicht wurde, oblag die Neuwahl dem Ortsgemeinderat von Merzkirchen. Dieser entschied sich für Hoffmann. Bei der Direktwahl am 9. Juni 2024 wurde er als einziger Bewerber mit 57,3 % für weitere fünf Jahre in seinem Amt bestätigt.
Sein Vorgänger war Leo Weinacht (SPD).

### Wappen
| Wappen von Körrig | Blasonierung: „Im gespaltenen Schild rechts ein rotes Kreuz in Silber, links neun waagrechte Balken blau-silber gestückt.“ |
| Wappen von Körrig | Wappenbegründung: Die Spaltung des Schildes weist auf die doppelte Herrschaft des Dorfes hin, die Ortsstraße war Grenze. Die Landesherren sind symbolisiert durch das kurtrierische rote Kreuz und die Grundfarben des luxemburgischen Wappens. |

Das Wappen stammt von Ernst Steffny.

## Wirtschaft
Der Ort ist überwiegend landwirtschaftlich geprägt. Es gibt fünf Edelobstbrennereien sowie zwei Handwerksbetriebe.

## Sehenswertes und Kultur

### Katholische Kapelle St. Lukas und St. Arnold
Die nach Osten ausgerichtete Kapelle ist von einem Kirchhof umgeben, dessen Mauer auch den südlicher liegenden Friedhof umschließt. Ob vor 1200 im Ort eine Kapelle stand, konnte bislang nicht nachgewiesen werden, obwohl der Ort bereits als Corniche im Jahr 633 erwähnt wurde.

### Weitere Sehenswürdigkeiten

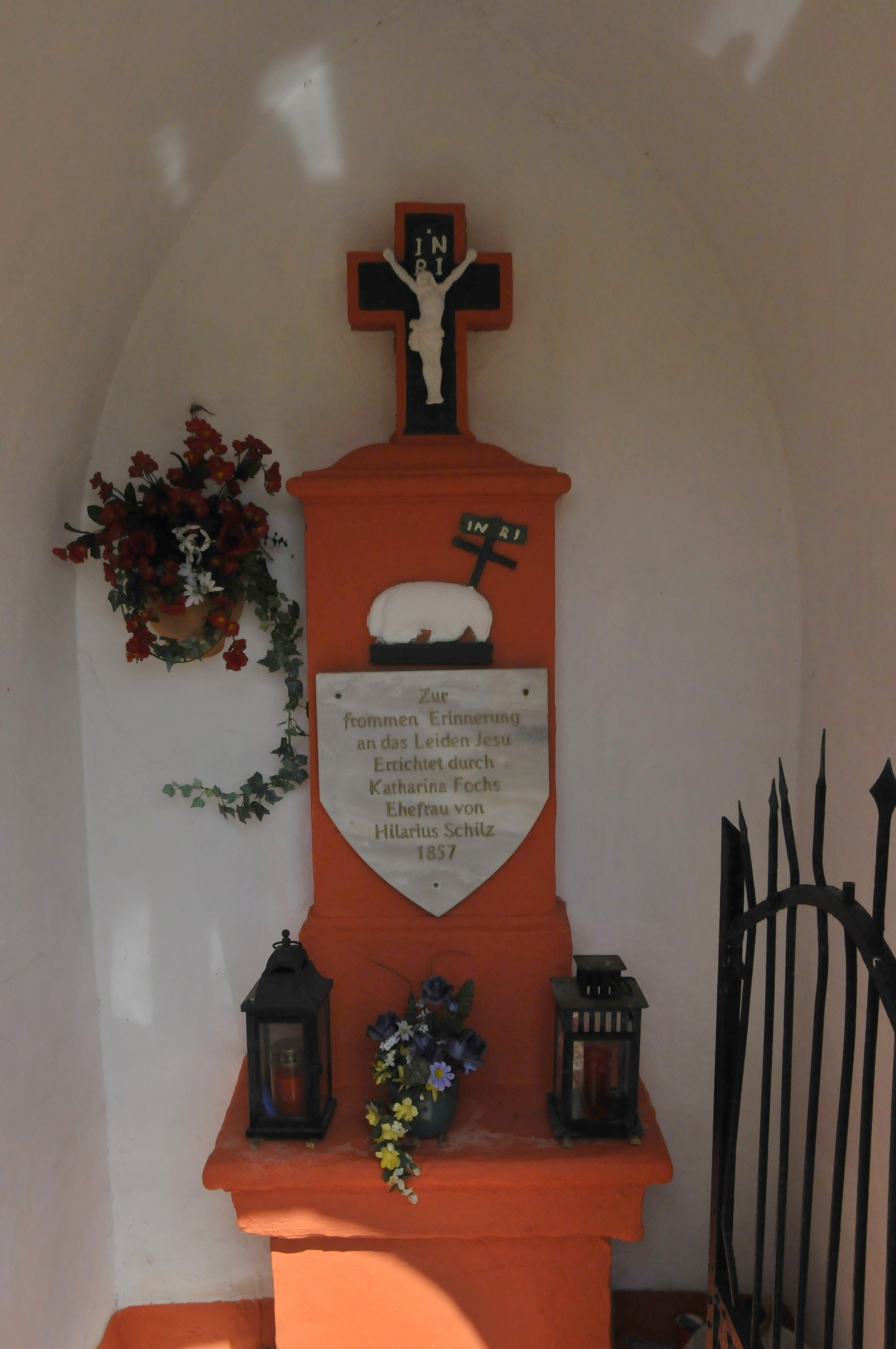
Altar in der Fochs-Kapelle

- Bildstock der Familie Henn-Scheuer mit Pietà in der Straße Zum Albach (⊙): Die Pietá war einstmals von Vorfahren der Familie der Kirche gestiftet worden und kam im Zuge der Renovierung der Kirche Anfang der 1960er Jahre wieder in Familienbesitz. Am 20. August 2004 wurde der Bildstock von Pfarrer Puhl eingeweiht. Die Terracotta-Pietá schuf eine Werkstatt aus Trier.[8]
- Kriegerdenkmal neben der Kapelle
- Haus Nr. 2: Quereinhaus von 1870
- Haus Nr. 6: Groos-Kreuz – Es wurde 1752 von Johannes Groos zu Ehren seiner verstorbenen Eltern errichtet. Es steht heute in der Hauswand eingelassen und etwas über zwei Meter hoch. Früher stand es frei vor der Hauswand auf einem viereckigen Sockelstein. Der verhältnismäßig schmale sechsflächige Schaft ist vorne beschriftet, jedoch im Mauerwerk verschwunden. Er trägt einen kapitellartigen Stein mit einer 70 cm hohen Kreuzigungsgruppe. Darunter ist die Stifterinschrift in einer Kartusche (Kunst).
- Haus Nr. 9: Altes Schulgebäude, um 1848
- Haus Nr. 12: Hausportal von 1812
- Haus Nr. 16: Hausportal von 1805
- Haus Nr. 41: Hof von 1847
- Haus Nr. 47: Quereinhaus von 1912
- Haus Nr. 48: Winkelhofanlage (⊙), südliches Ende des Dorfwohngebietes und der Denkmalschutzzone
- Die Häuser Nr. 44, 45, 46, 47, 48 sind zur Denkmalschutzzone erklärt worden. Beschreibung in der Denkmaltopographie: „Einheitliche, um 1860 begonnene dörfliche Erweiterung entlang der zur Kreisstraße 123 parallelen, leicht ansteigenden Straße. Die Höfe sind einzeilig locker aneinandergereiht, nur der Winkelhof Nr. 48 setzt auf der anderen Zeilenseite den zeitlichen und baulichen Abschluß um 1890. Die gleichartigen großen Höfe gehören der späten Entwicklungsstufe des Quereinhauses an, in der am Wohnteil städtische Einflüsse einfließen. Der sich gleichenden Einteilung entspricht ein festgelegter Formenapparat, der über mehrere Jahrzehnte unverändert Bestand hatte und nur in den für ein Gebäude gleichen Fensterformaten zwischen rechteckig und flachbogig variiert. Damit belegt die Hofgruppe die Orts- und Bauentwicklung in einem einheitlichen Quartier, das als kennzeichnendes Straßenbild eine Denkmalzone bildet.“ ([9])
- Helenenkreuz: Wegekreuz als Grenzstein (⊙), wurde schon 1564 erwähnt.

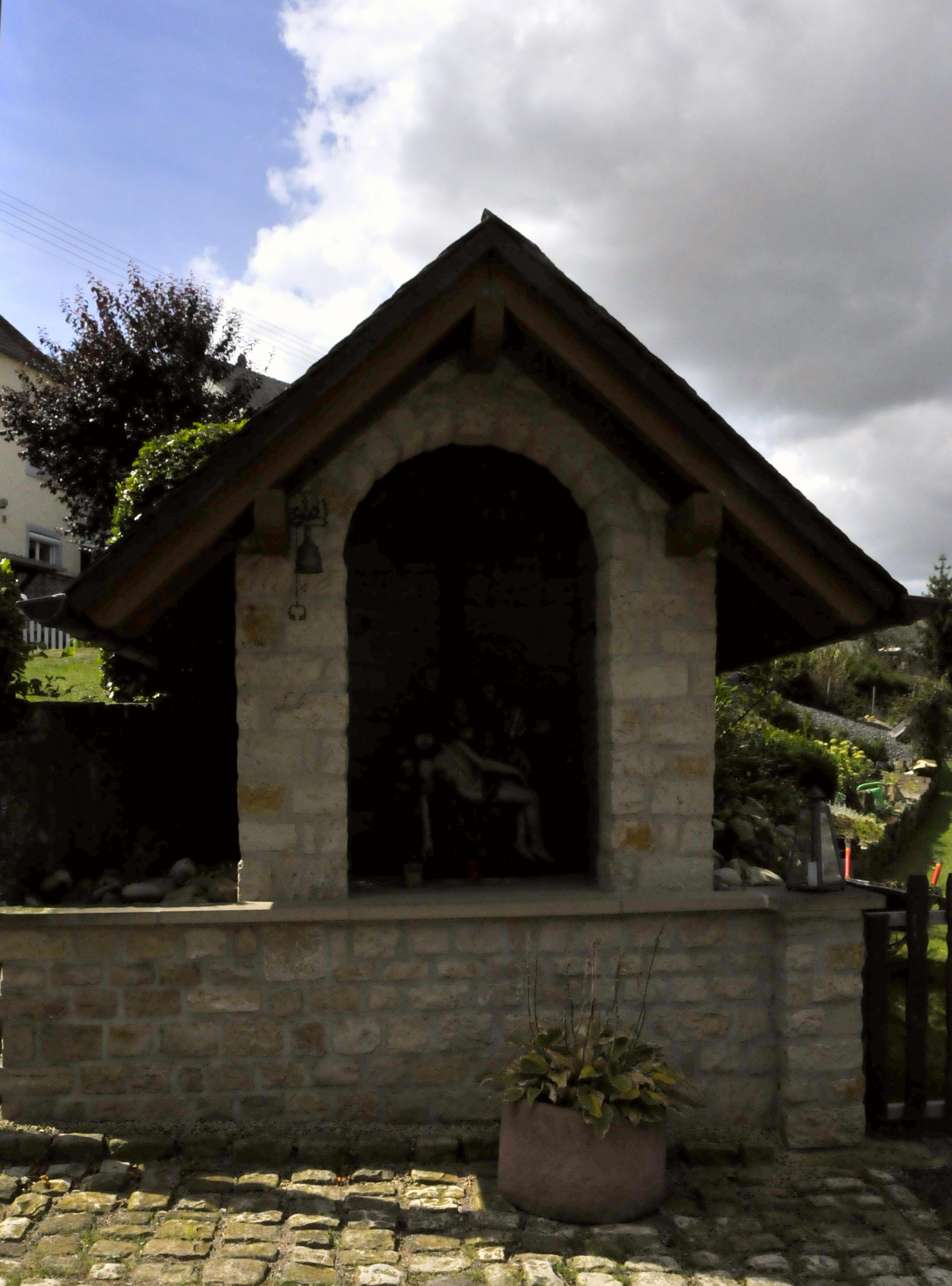
Bildstock der Familie Henn-Scheuer

- Fochs-Kapelle mit Kreuz (⊙): Kleine Spitzgiebelkapelle mit Rundbogeneingang und Metallkreuz über dem Eingang. Innen entdeckt der Besucher einen Steinaltar mit einer wappenförmigen Inschrifttafel, die Kath. Fochs Ehefrau von Hilarius Schilz 1857 als Stifter ausweist. Über der Inschrift ein Lamm Gottes mit Fähnchen, der Altar wird nach oben durch ein Metallkreuz abgeschlossen. Es kann als Totengedächtniskreuz angesehen werden, mit dem Frau Fochs an ihren zwei Jahre zuvor verstorbenen Ehemann erinnerte. Die letzten Restaurierungen fanden 1997, 2001 (Abdeckung der Inschrifttafel mit einer Marmorplatte) und 2008 statt.[10]
- Hostenkapelle mit Johanneskreuz (⊙): Die Kapelle von 1920 ist ein Bruchsteinbau, den man durch ein Rundbogenportal betritt. Am äußeren, gegenüberliegenden Giebel steht ein verwitterter Bildstock des 18. Jahrhunderts. Er steht auf einem roh behauenen Sockelstein mit den Maßen 40 × 62 × 43 cm (H×B×T). Der sich darauf erhebende und verjüngende vierkantige Schaft trägt unter der Darstellung eines Heiligen (vermutlich Johannes der Täufer) die Inschrift: JOHANES BABTISTA P E. Die Spitze des Standbildes bildet ein Kapitell mit Rollwerk mit einem Reliefdarstellung von Christus am Kreuz. In der Flurkapelle eingemauert steht eine neugotische Stele, die Nikolaus Weistroffer aus Körrig zum Dank für die Heimkehr aus den Schlachten bei Dresden und Leipzig 1813 stiftete. Die Kapelle später errichtet und erneuert; darin Pietà und Johannesfigur. Baujahr 1869, erneuert 1920, Renovierungen 1992 und 2000.[11]
- Kapelle der drei Marien (⊙): Das Volkskunde- und Freilichtmuseum Roscheider Hof teilt dazu mit: „Die Kapelle im Süden Körrigs an einem Feldweg in der Nähe der K 123 ist ein einfacher Bruchsteinbau mit ziegelgedecktem Satteldach und einem vergitterten Spitzbogeneingang. Das Innere hat einen schönen Plattenboden mit Bodenfliesen der Firma Villeroy & Boch. Erbauung in den 1890er Jahren. An der Südwand befindet sich in einer Nische eine Pietà und ein Kruzifix, sodann eine 1 m hohe Banneux-Madonna. Eine Sitzbank neben der Wegekapelle lädt zum Verweilen ein. Sich in einfachem Spitzbogen öffnender, geradegeschlossener Putzbau, darin in Nische eine Pietà und die drei Marien.“ ([12])
- Alte Schanze auf dem Birkenknöpfchen (⊙): 1794 von den Bewohnern zur Abwehr der anrückenden Franzosen errichtet.

### Vereinswesen
- Der Musikverein Lyra Club Körrig feierte 2010 sein 90-jähriges Bestehen. Im Jahr 2011 konnte das in Eigenleistung errichtete neue Vereinsheim nahe dem Dorfplatz eingeweiht werden. Es steht für Veranstaltungen der gesamten Dorfgemeinschaft zur Verfügung.